# Saint-Boès
Saint-Boès (prononcé [sɛ̃ bɔɛs] ; en béarnais Semboès) est une commune française située dans le département des Pyrénées-Atlantiques, en région Nouvelle-Aquitaine.
Le gentilé est Saint-Boésien.

## Géographie

### Localisation
La commune de Saint-Boès se trouve dans le département des Pyrénées-Atlantiques, en région Nouvelle-Aquitaine.
Elle se situe à 53 km par la route de Pau, préfecture du département, et à 6,6 km d'Orthez, bureau centralisateur du canton d'Orthez et Terres des Gaves et du Sel dont dépend la commune depuis 2015 pour les élections départementales. 
La commune fait en outre partie du bassin de vie d'Orthez.
Les communes les plus proches sont : 
Baigts-de-Béarn (2,8 km), Saint-Girons-en-Béarn (3,6 km), Salles-Mongiscard (3,8 km), Bonnut (4,4 km), Bérenx (4,6 km), Orthez (5,2 km), Tilh (6,0 km), Arsague (6,1 km).
Sur le plan historique et culturel, Saint-Boès fait partie de la province du Béarn, qui fut également un État et qui présente une unité historique et culturelle à laquelle s’oppose une diversité frappante de paysages au relief tourmenté.

### Communes limitrophes
Les communes limitrophes sont  Baigts-de-Béarn, Bonnut, Orthez et Saint-Girons-en-Béarn.
|                 | Saint-Girons-en-Béarn | Bonnut |
| Baigts-de-Béarn | Saint-Boès            |        |
|                 | Orthez                |        |

### Paysages et relief
De par sa topographie vallonnée, de nombreuses perspectives à partir de lignes de crêtes permettent d'apprécier cette campagne béarnaise avec en fond de plan en direction sud la chaîne des Pyrénées.
Le territoire communal présente un paysage bocager marqué par :
- les espaces boisés et de landes répartis de manière assez régulière sur tout le territoire ;
- le terroir agricole de culture et d'élevage, délimité de haies, bosquets.

### Hydrographie

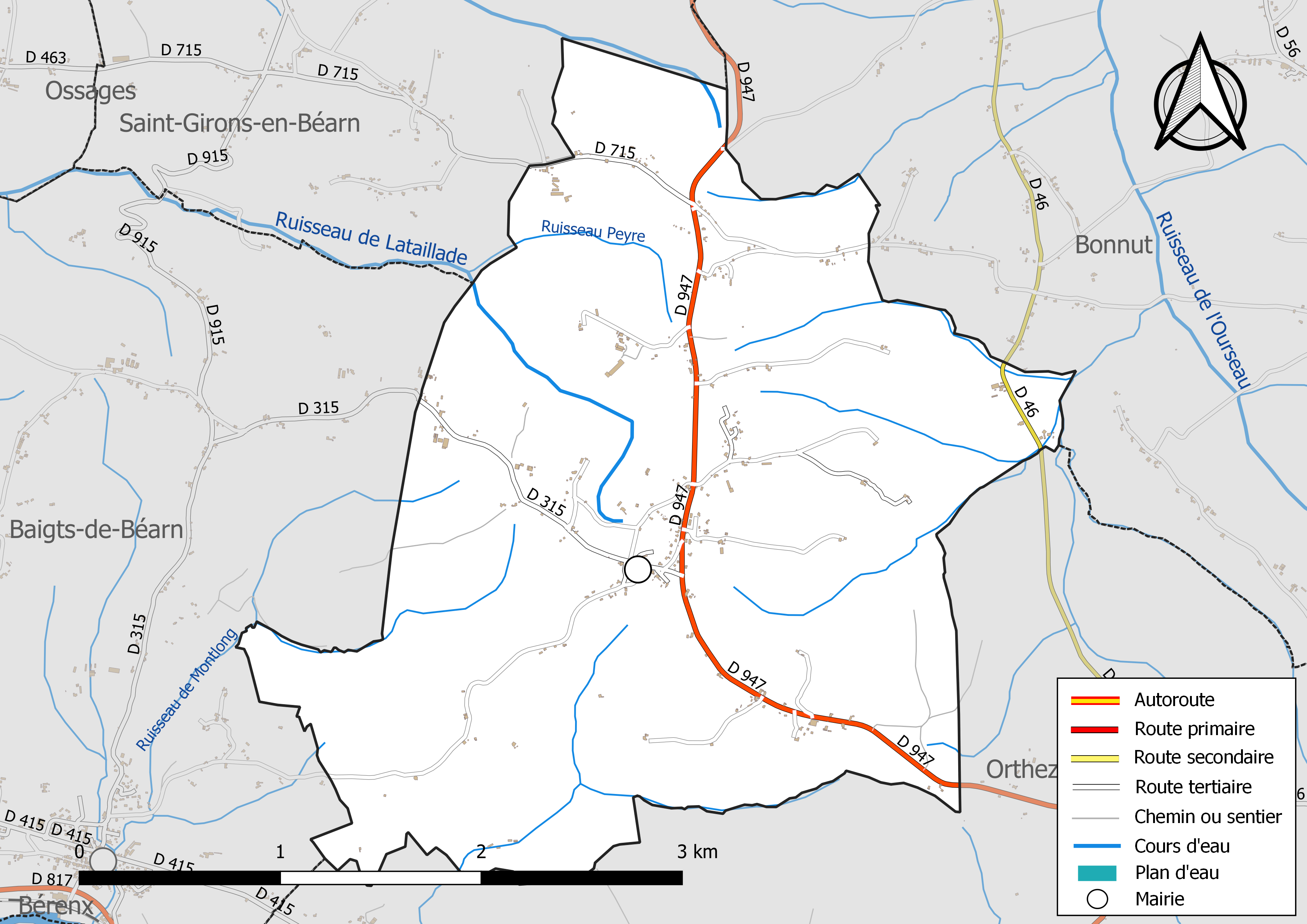
Réseaux hydrographique et routier de Saint-Boès.

Tous les ruisseaux de la commune y prennent leur source : elle est traversée par un affluent du Luy, le ruisseau du Grand Arrigan (23,5 km), par ceux du bassin versant du gave de Pau, les ruisseaux de Lataillade (13,7 km) (et par ses tributaires, le ruisseau Peyré et le ruisseau Hontarède) et le ruisseau de Monlong, et par ceux du bassin versant du Luy de Béarn, les ruisseaux permanents de Pehitte et du Bosq.

#### Sources
- les sources de Rebuquet et Casaous : la gestion de l’eau potable est gérée en régie par la commune. La ressource en eau provient des sources Rebuquet et Casaous captées sur le territoire communal. L’eau est rendue potable par un traitement de minéralisation et de désinfection. L’ensemble de ces installations est exploité par la commune. Toutes les zones agglomérées de Saint-Boès sont desservies par le réseau d’eau ;
- la source de Mounicq, source bicarbonatée, sulfureuse et bitumineuse ayant eu une grande réputation de la fin du XIXe siècle au milieu du XXe siècle. Son eau possédait de nombreuses qualités médicinales reconnues par le corps médical de l’époque : affections des voies respiratoires, problèmes de digestion, de peau, névralgies, tuberculose, asthme, maladies génito-urinaires, problèmes de nutrition ; son eau s'exportait en flacons étiquetés. À partir de 1887, elle fut conditionnée sous forme de granules. L’exploitation de la source s’est arrêtée au tout début des années 1950[9].

### Climat
Pour des articles plus généraux, voir Climat de la Nouvelle-Aquitaine et Climat des Pyrénées-Atlantiques.
Historiquement, la commune est exposée à un micro climat océanique basque.  
En 2020, Météo-France publie une typologie des climats de la France métropolitaine dans laquelle la commune est dans une zone de transition entre le climat océanique et le climat de montagne et est dans la région climatique Pyrénées atlantiques, caractérisée par une pluviométrie élevée (>1 200 mm/an) en toutes saisons, des hivers très doux (7,5 °C en plaine) et des vents faibles.
Pour la période 1971-2000, la température annuelle moyenne est de 13,1 °C, avec une amplitude thermique annuelle de 13,9 °C. Le cumul annuel moyen de précipitations est de 1 184 mm, avec 12,3 jours de précipitations en janvier et 7,8 jours en juillet. Pour la période 1991-2020, la température moyenne annuelle observée sur la station météorologique la plus proche, située sur la commune d'Orthez à 5 km à vol d'oiseau, est de 14,1 °C et le cumul annuel moyen de précipitations est de 1 211,5 mm,. Pour l'avenir, les paramètres climatiques de la commune estimés pour 2050 selon différents scénarios d’émission de gaz à effet de serre sont consultables sur un site dédié publié par Météo-France en novembre 2022.

### Milieux naturels et biodiversité

#### Réseau Natura 2000
Le réseau Natura 2000 est un réseau écologique européen de sites naturels d'intérêt écologique élaboré à partir des Directives « Habitats » et « Oiseaux », constitué de zones spéciales de conservation (ZSC) et de zones de protection spéciale (ZPS).
Un site Natura 2000 a été défini sur la commune au titre de la « directive Habitats » : le « gave de Pau », d'une superficie de 8 194 ha, un vaste réseau hydrographique avec un système de saligues encore vivace,.

## Urbanisme

### Typologie
Au 1er janvier 2024, Saint-Boès est catégorisée commune rurale à habitat très dispersé, selon la nouvelle grille communale de densité à sept niveaux définie par l'Insee en 2022.
Elle est située hors unité urbaine. Par ailleurs la commune fait partie de l'aire d'attraction d'Orthez, dont elle est une commune de la couronne,. Cette aire, qui regroupe 26 communes, est catégorisée dans les aires de moins de 50 000 habitants,.

### Occupation des sols

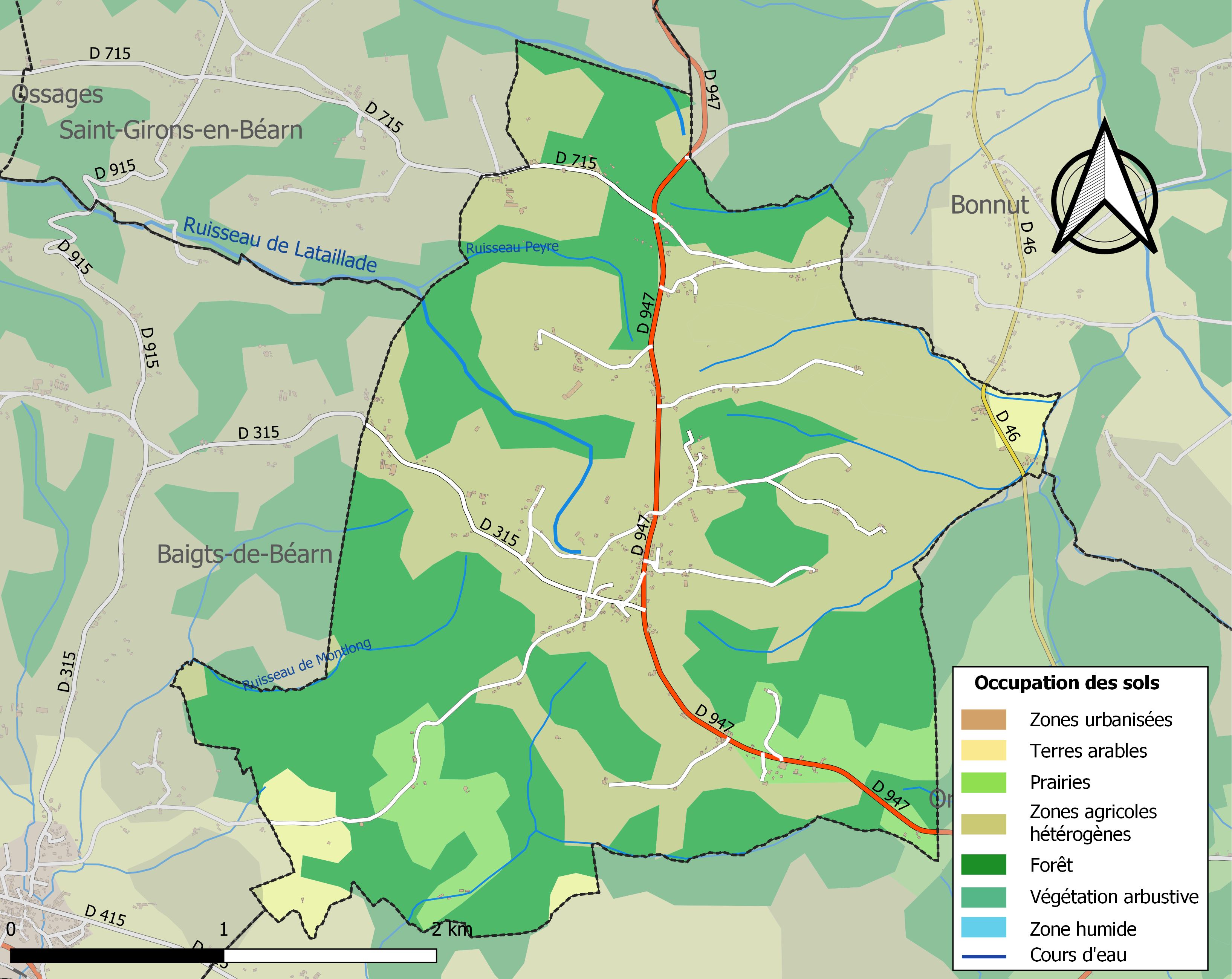
Carte des infrastructures et de l'occupation des sols de la commune en 2018 (CLC).

L'occupation des sols de la commune, telle qu'elle ressort de la base de données européenne d’occupation biophysique des sols Corine Land Cover (CLC), est marquée par l'importance des territoires agricoles (57,6 % en 2018), une proportion sensiblement équivalente à celle de 1990 (57,8 %). La répartition détaillée en 2018 est la suivante : 
zones agricoles hétérogènes (47,7 %), forêts (42,4 %), prairies (6,8 %), terres arables (3,1 %). L'évolution de l’occupation des sols de la commune et de ses infrastructures peut être observée sur les différentes représentations cartographiques du territoire : la carte de Cassini (XVIIIe siècle), la carte d'état-major (1820-1866) et les cartes ou photos aériennes de l'IGN pour la période actuelle (1950 à aujourd'hui).

### Lieux-dits et hameaux
- Barbaü[24]
- Barraquet[24]
- Bayliou[24]
- Bédourède[24]
- Bergé[24]
- Bergeras[24]
- Bidaloup[24]
- Bidalucq[24]
- Bidaü[24]
- Bouché[24]
- Boutou[24]
- Brana[24]
- Broucas[24]
- Cabarrecq[24]
- Cabeillou[24]
- Campagne[24]
- Cantégrits[24]
- Carrère[24]
- Casenave[24]
- Cassanet[24]
- Cassourret[24]
- Caüsié[24]
- Cazaous[24]
- Commet[24]
- Coustalat[24]
- Cousté[24]
- Coustenti[24]
- Coutot[24]
- Église-Presbytère[24]
- Francésou[24]
- Frérou[24]
- Galy[24]
- Ganel[24]
- Gay[24]
- Ginge[24]
- Grange[24]
- Haü-Dou-Riche[24]
- Haüret[24]
- Hilloo[24]
- Hillou[24]
- Houns-Dé-Camp[24]
- Joannès[24]
- Joffre[24]
- Joffret[24]
- Jouanhaü[24]
- La Maysouette[24]
- Labadie[24]
- Labarthe du Hourcq[24]
- Labaylette[24]
- Labidalette[24]
- Labiste[24]
- Labourdette[24]
- Lacampagne[24]
- Lacan[24]
- Lachine[24]
- Lacoste[24]
- Lagelouze[24]
- Lagouaillote[24]
- Lagouarde[24]
- Laherrère[24]
- Lahite[24]
- Lajouas[24]
- Lalane[24]
- Lalanne[24]
- Lamenotte[24]
- Lamothe[24]
- Lapanne[24]
- Laplace[24]
- Laporte[24]
- Largounès[24]
- Lasbaces[24]
- Lasbarrères[24]
- Laslandes[24]
- Lassalette[24]
- Lasserre[24]
- Lataillade[24]
- Latrubesse[24]
- Louge[24]
- Louscasaoüs (Les Cazaux)[24]
- Loustaü[24]
- Luc[24]
- Maçou[24]
- Marsaü[24]
- Maysonave[24]
- Mercé[24]
- Miché[24]
- Micoulaü[24]
- Monheüga[24]
- Monlong[24]
- Moulin[24]
- Mounicq[24]
- Mourté[24]
- Mousquès[24]
- Mouté[24]
- Nicoulaü[24]
- Nougué[24]
- Pabillou[24]
- Parquet[24]
- Pehitte[24]
- Petit[24]
- Peyré[24]
- Peyrot[24]
- Peyrouticq[24]
- Plassotte[24]
- Pouchiü[24]
- Prat[24]
- Prince[24]
- Pucheü[24]
- Rebuquet[24]
- Régen[24]
- Rey[24]
- Riché[24]
- Sarragayou[24]
- Sarrailh[24]
- Sarrot[25]
- Sarrussère[24]
- Saubétat[24]
- Soustra[24]
- Suzou[24]
- Tailleur[24]
- Testabi[24]
- Tiquete[24]
- Tisné[24]
- Touroun[24]
- Touya[24]
- Tauzià (Tausiàa)[24]
- Tort[24]
- Trébucq[24]
- Treyture[24]

### Risques majeurs
Le territoire de la commune de Saint-Boès est vulnérable à différents aléas naturels : météorologiques (tempête, orage, neige, grand froid, canicule ou sécheresse) et séisme (sismicité modérée). Il est également exposé à un risque particulier : le risque de radon. Un site publié par le BRGM permet d'évaluer simplement et rapidement les risques d'un bien localisé soit par son adresse soit par le numéro de sa parcelle.

#### Risques naturels

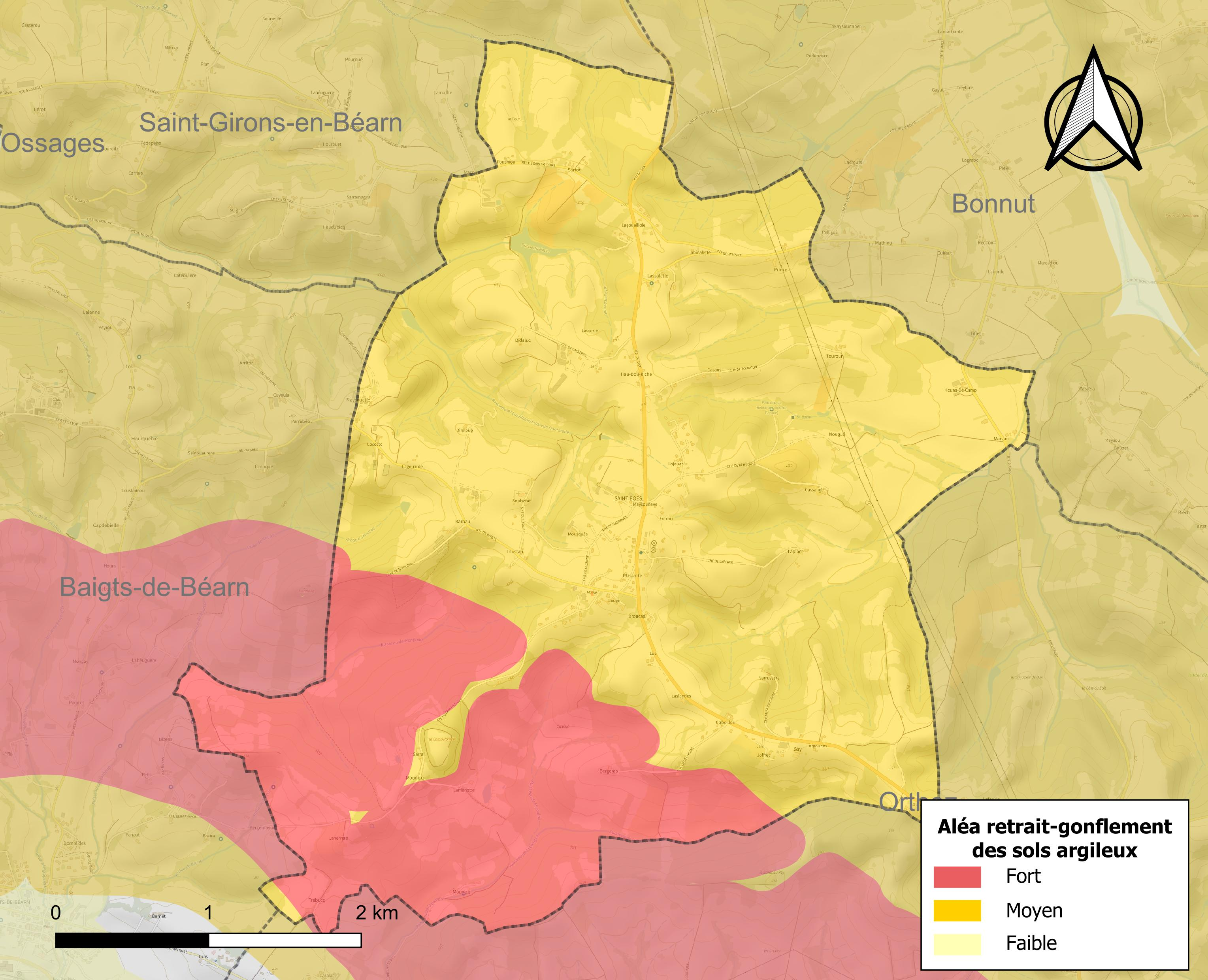
Carte des zones d'aléa retrait-gonflement des sols argileux de Saint-Boès.

Le retrait-gonflement des sols argileux est susceptible d'engendrer des dommages importants aux bâtiments en cas d’alternance de périodes de sécheresse et de pluie. La totalité de la commune est en aléa moyen ou fort (59 % au niveau départemental et 48,5 % au niveau national). Depuis le 1er octobre 2020, en application de la loi ELAN, différentes contraintes s'imposent aux vendeurs, maîtres d'ouvrages ou constructeurs de biens situés dans une zone classée en aléa moyen ou fort,.
La commune a été reconnue en état de catastrophe naturelle au titre des dommages causés par les inondations et coulées de boue survenues en 1982, 1983 et 2009 et par des mouvements de terrain en 1983

#### Risque particulier
Dans plusieurs parties du territoire national, le radon, accumulé dans certains logements ou autres locaux, peut constituer une source significative d’exposition de la population aux rayonnements ionisants. Selon la classification de 2018, la commune de Saint-Boès est classée en zone 2, à savoir zone à potentiel radon faible mais sur lesquelles des facteurs géologiques particuliers peuvent faciliter le transfert du radon vers les bâtiments.

## Toponymie

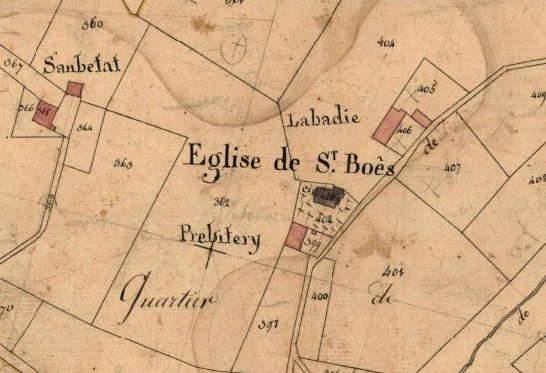
Quartier de l'église (extrait du Cadastre napoléonien des Pyrénées-Atlantiques)

Le toponyme Saint-Boès apparaît sous les formes Semboys (1290, titres de Béarn), Somboes (XIIIe siècle, fors de Béarn), Somboeys (1356, cartulaire d'Orthez), Sent-Boes (XIVe siècle, censier de Béarn), Semboees (1442, contrats de Carresse), Senboes, Sent-Boees, Sanct-Boes et Saint-Bouès (respectivement 1536, 1536, 1546 et 1686, réformation de Béarn), Saint-Bois (1768, règlement des États de Béarn) et Saint Boés (fin du XVIIIe siècle - carte de Cassini).
Son origine est peut-être l'anthroponyme aquitanien (protobasque) Sembe.
Son nom béarnais est Semboès.

## Histoire

### Protohistoire

#### le camp romain
L'oppidum, qui n’a de romain que le nom, est très probablement un village protohistorique de l’âge de fer (3 000 ans av. J.-C.). Il représentait une aire de refuge pour la population en période de troubles et permettait de voir venir l’ennemi de loin. Il était occupé par des populations aquitaines, les Tarbelles, que Jules César redoutait pour leur organisation rigoureuse. Il s’étale sur 1,6 ha. Les fossés, d’une dizaine de mètres de profondeur, laissent entrevoir un travail de terrassement titanesque (10 000 m3), ;

### Moyen Âge
La dynastie béarnaise des princes de Moncade (1173-1290) a vu s'ouvrir l'ère des luttes contre les Anglais qui dominaient alors en Gascogne. À la suite d'une série de guerres avec les vicomtes de Dax, le Béarn s'agrandit du pays d'Orthez, annexé en 1194. Les vicomtes s'affirment, le Béarn gagne en autonomie et défend ses frontières. À son avènement, le vicomte Gaston VII juge nécessaire de fortifier encore plus son territoire béarnais, et élève de nombreuses forteresses et bastides, pour lutter contre les rois d'Angleterre, seigneurs de Guyenne, Henri III et Édouard Ier.
Dans les années 1250, le château de Saint-Boès est élevé, faisant partie du système de surveillance de la frontière, au Nord-Ouest, avec la Chalosse. Le castrum frontalier de Semboes (Semboeys, Sumbueis) (mentionné dans les actes de règlement de 1286 et le testament de 1290) joue un rôle de surveillance et militaire important dans la seconde moitié du XIIIe siècle.
En 1273, les troupes anglaises entrent en Béarn et assiègent le château de Saint-Boès où le vicomte Gaston VII s'est réfugié ; il est fait prisonnier. Philippe III, roi de France, interpose sa médiation pacifique. Cette entremise du roi de France finit par régler les difficultés à la satisfaction du vicomte de Béarn. Gaston VII se comporte ensuite, jusqu'à sa mort en 1290, en vassal fidèle,.
La déchéance du castrum de Saint-Boès semble consommée dès la fin du XIVe siècle. Dans le dénombrement de 1385, le souvenir du bourg fortifié paraît se réduire au nom d'une maison dite de Semboeys Bielh. Aujourd'hui, le château est démantelé, et ses traces semblent disparues.
En 1385, Saint-Boès dépendait du bailliage de Rivière-Gave, nom d'un archiprêtré du diocèse de Dax qui tirait son nom du gave de Pau. On y comptait 44 feux.
Au XIIIe siècle, une sauveté se situait très probablement au village autour de l’église, les patronymes anciens de Guixarnaut de La Saubetat et Johanot de la Saubetat à Saint-Boès en attestent. La ferme de Saubétat toute proche de l'église existe encore de nos jours.
La communauté comptait une abbaye laïque, vassale de la vicomté de Béarn. L’abbé n’était pas un ecclésiastique, mais un seigneur, autorisé à lever la dîme, sous réserve d’entretenir une église avec son chapelain. À Saint-Boès, la maison bâtie à côté de l’église se nomme Labadie. Au XVIIIe siècle, la famille de Bordenave portait le titre d'abbé laïque de Saint-Boès ; Antoine de Bordenave, seigneur de Salles-Mongiscard et de Cassou de Castétarbe, maréchal de camp des armées du roi, né en 1691 à Orthez y fut abbé laïque jusqu'à son décès en 1769. Son fils, Pierre de Bordenave-Cassou, chevalier et procureur général au parlement de Navarre, lui succéda jusqu'à la Révolution française.

### Époque contemporaine

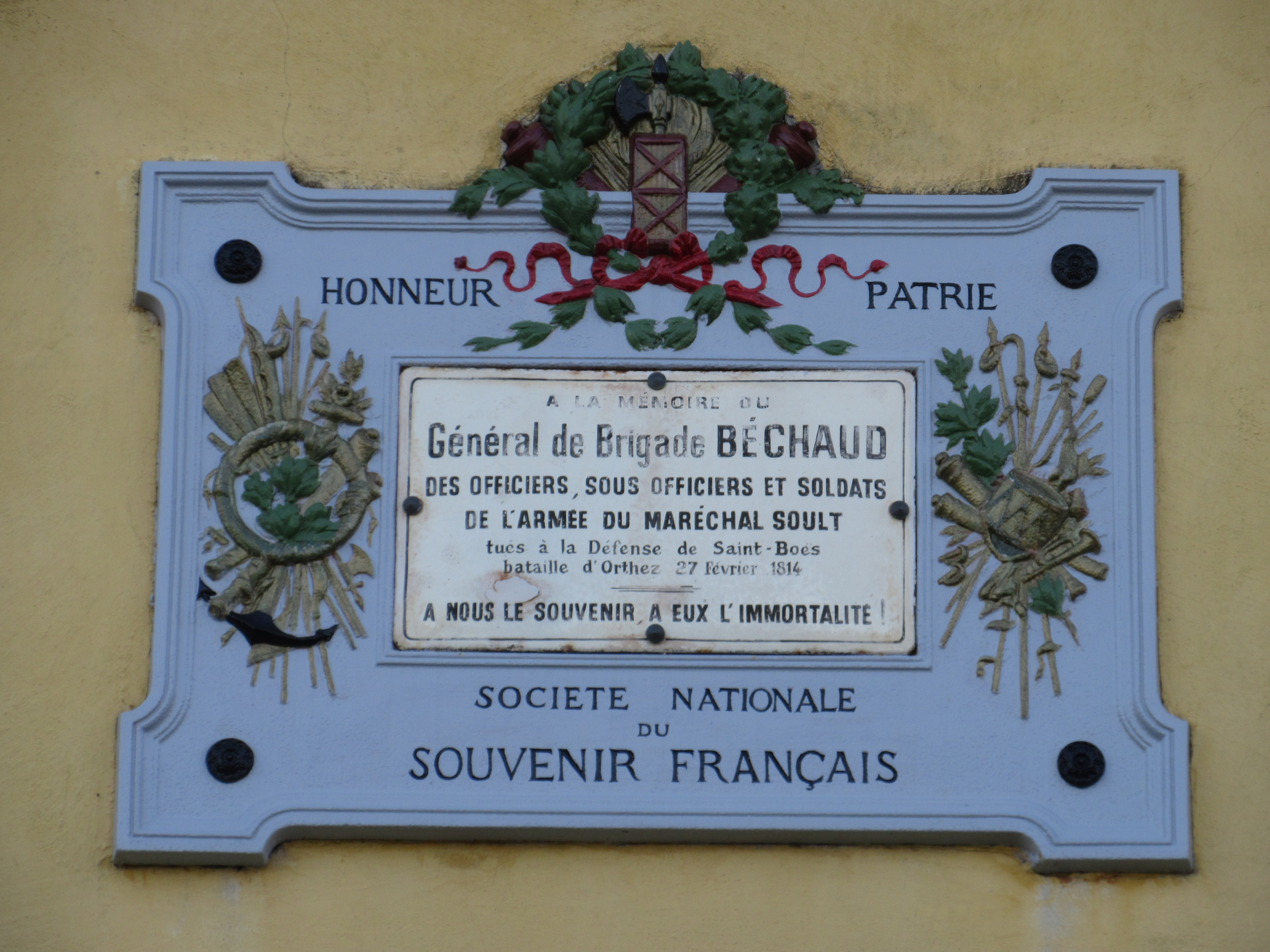
Plaque commémorative.

C'est à Saint-Boès principalement que se déroula, le 27 février 1814, la bataille d'Orthez où les forces anglaises et portugaises dirigées par le duc de Wellington battirent l'armée française menée par le maréchal Jean-de-Dieu Soult,,,. Les armées françaises défendaient les routes de crête, tandis que l'artillerie anglo-hispanique tirait vers le village depuis le camp romain.

## Politique et administration
| Période                                  | Période  | Identité                            | Étiquette | Qualité         |
| ---------------------------------------- | -------- | ----------------------------------- | --------- | --------------- |
| 1793                                     | 1794     | Jean Mousquès                       |           | Officier public |
| 1795                                     | 1796     | Joseph Cescas                       |           | Officier public |
| 1797                                     | 1799     | Bernard Sarps dit Peyré             |           | Officier public |
| 1801                                     | 1828     | Jean-Pierre Lucasson dit Maysonnave |           |                 |
| 1828                                     | 1832     | Jean-Pierre Lucasson                |           |                 |
| 1832                                     | 1833     | Jean Largounès Carrère              |           |                 |
| 1834                                     | 1837     | Jean Lamaison Frérou                |           |                 |
| 1837                                     | 1845     | Jean Bédourède                      |           |                 |
| 1846                                     | 1855     | Jean-Pierre Laslandes Haü           |           |                 |
| 1855                                     | 1881     | Jacques Louge                       |           |                 |
| 1881                                     | 1884     | Fabien Lamaison dit Bauzet          |           |                 |
| 1884                                     | 1903     | Pierre Dufau                        |           |                 |
| 1903                                     | 1912     | Albert Dufau                        |           |                 |
| 1912                                     | 1919     | Henri Ricarrère                     |           |                 |
| 1919                                     | 1925     | Albert Dufau                        |           |                 |
| 1925                                     | 1929     | Joseph Casteigt                     |           |                 |
| 1929                                     | 1942     | Gaston Ricarrère                    |           |                 |
| 1942                                     | 1947     | Joseph Bernadiou                    |           |                 |
| 1947                                     | 1983     | André Laborde-Prince                |           |                 |
| 1983                                     | 2008     | Jean Bacqué                         |           |                 |
| 2008                                     | 2014     | Georges Ducasse                     |           |                 |
| 2014                                     | En cours | Jean Labaste                        |           |                 |
| Les données manquantes sont à compléter. |          |                                     |           |                 |

### Intercommunalité
La commune fait partie de quatre structures intercommunales : 
- la communauté de communes de Lacq-Orthez ;
- le syndicat d'énergie des Pyrénées-Atlantiques ;
- le syndicat de Gréchez ;
- le syndicat mixte d'eau potable de la région d'Orthez.

## Population et société

### Démographie
L'évolution du nombre d'habitants est connue à travers les recensements de la population effectués dans la commune depuis 1793. Pour les communes de moins de 10 000 habitants, une enquête de recensement portant sur toute la population est réalisée tous les cinq ans, les populations de référence des années intermédiaires étant quant à elles estimées par interpolation ou extrapolation. Pour la commune, le premier recensement exhaustif entrant dans le cadre du nouveau dispositif a été réalisé en 2007.

En 2022, la commune comptait 370 habitants, en évolution de +3,35 % par rapport à 2016 (Pyrénées-Atlantiques : +3,78 %, France hors Mayotte : +2,11 %).
| 1793 | 1800 | 1806 | 1821 | 1831 | 1836 | 1841 | 1846 | 1851 |
| ---- | ---- | ---- | ---- | ---- | ---- | ---- | ---- | ---- |
| 498  | 466  | 533  | 584  | 615  | 611  | 605  | 591  | 545  |

| 1856 | 1861 | 1866 | 1872 | 1876 | 1881 | 1886 | 1891 | 1896 |
| ---- | ---- | ---- | ---- | ---- | ---- | ---- | ---- | ---- |
| 534  | 516  | 478  | 429  | 451  | 456  | 445  | 412  | 409  |

| 1901 | 1906 | 1911 | 1921 | 1926 | 1931 | 1936 | 1946 | 1954 |
| ---- | ---- | ---- | ---- | ---- | ---- | ---- | ---- | ---- |
| 410  | 380  | 359  | 327  | 340  | 304  | 312  | 302  | 324  |

| 1962 | 1968 | 1975 | 1982 | 1990 | 1999 | 2006 | 2007 | 2012 |
| ---- | ---- | ---- | ---- | ---- | ---- | ---- | ---- | ---- |
| 302  | 303  | 310  | 345  | 343  | 366  | 369  | 369  | 347  |

| 2017 | 2022 | - | - | - | - | - | - | - |
| ---- | ---- | - | - | - | - | - | - | - |
| 367  | 370  | - | - | - | - | - | - | - |

## Économie
L'activité essentielle est tenue par l'agriculture, orientée vers la culture de céréales (blé/maïs/tournesol) et l'élevage de volailles et bovins, et aussi la production de fruits-rouges et de kiwis.
De nombreux artisans et entreprises du bâtiment (maçonnerie, charpente, menuiserie, peinture, revêtement), d'aménagement paysager, … sont localisés sur la commune, ainsi qu'un hébergement touristique, un atelier d'horloger et un autre de décoration/tissage.
Une entreprise spécialisée dans la vente et l'entretien de matériel agricole et de motoculture, la ferronnerie-métallerie y est aussi implantée.
Les commerces, services de proximité et les professions médicales se trouvent essentiellement sur Orthez.

## Culture locale et patrimoine

### Patrimoine civil
La commune de Saint-Boès possède des bâtiments et des terres constituant son patrimoine :

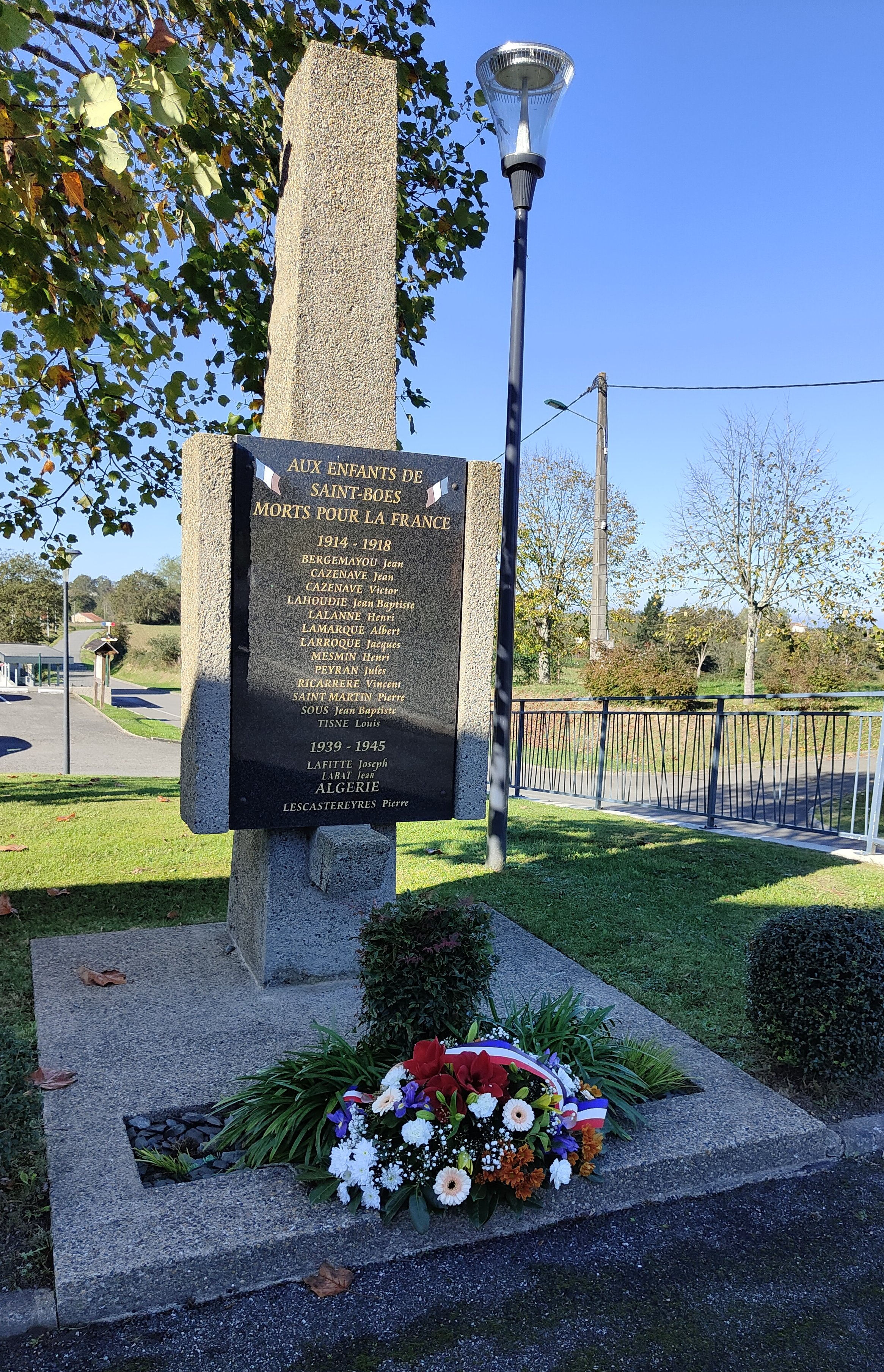
Monument aux morts

- Monument aux mortsla mairie est un bâtiment construit en 1965. Avant cette date, la maison communale se situait au rez-de-chaussée de l'école. Des travaux de rénovation, de modernisation et d'agrandissement du bâtiment de la mairie ont été entrepris en 2009 (inauguration le 5 juin 2010). À sa droite est érigé le monument aux morts, honorant les enfants de Saint-Boès morts pour la France (1914-1918, 1939-1945, Algérie) ;
- la salle municipale polyvalente a été construite en 1981. En 1979, une charpente métallique est montée ; la salle resta ainsi, sans murs. Puis en 1981, le bâtiment est fermé, pour y aménager l'intérieur (salle de sport, vestiaires, comptoir). Depuis, elle a subi de nombreux aménagements et transformations rendus nécessaires par son importante utilisation pour les différentes manifestations. En 1991, des travaux visant à améliorer le confort sont réalisés, notamment l'isolation du plafond et l'installation du chauffage. En 1998, un programme de travaux débute portant sur l'aménagement de l'entrée, d'une salle de réunion, d'une cuisine, de sanitaires public, et la construction d'une annexe à l'usage professionnel pour l'employé municipal, et l'achat de vaisselle, équipements, tables et chaises ;
- le complexe scolaire comprend l'école, abritant le logement de l'instituteur et datant du XIXe siècle ; elle n'avait qu'une seule classe. En 1954, la réfection du préau et l'installation de sanitaires sont réalisés. Puis, voyant le nombre d'élèves augmenter, le conseil municipal délibère, en Novembre 1955, la construction d'urgence d'une nouvelle classe. Finalement, c'est en 1972 qu'est réalisée la construction de la deuxième classe, avec en même temps la construction de la cantine pour 20 rationnaires. Un préfabriqué est aussi acheté par la commune pour servir de salle de réunion pour les associations, mais qui revient au service de l'école pour servir de salle de repos et de détente pour les élèves. Des travaux de rénovation sont ensuite réalisés en 2004, puis des travaux de réfection totale du complexe scolaire en 2018 (inauguré le 5 octobre 2019) : le réaménagement du logement, et surtout, l'agrandissement des infrastructures (école, cantine, préau), en réponse au regroupement pédagogique des communes de Saint-Girons-en-Béarn et de Baigts-de-Béarn entrainant une hausse des effectifs, la construction d'un nouveau restaurant scolaire, et la rénovation et l'extension du préau. Cette réfection totale a dû prendre en compte une remise aux normes sanitaires, énergétiques et accessibilité complète du bâtiment. Les abords de l'école furent aménagés et sécurisés, avec création de l'arrêt bus ;
- le local ’'Le Chalet’', situé à proximité de l'église, est un bâtiment construit en 1939 par l'association paroissiale Les Veneurs de Saint-Boès, sur un terrain appartenant à Monsieur Ulysse Taillefer et avec son autorisation, pour servir aux œuvres de jeunesse paroissiales. Ce terrain est ensuite légué (le Chalet inclus) par la famille Taillefer à l'évêché de Bayonne. C'est en 2012 que la municipalité en fait l'acquisition auprès de l'évêché.

### Patrimoine religieux

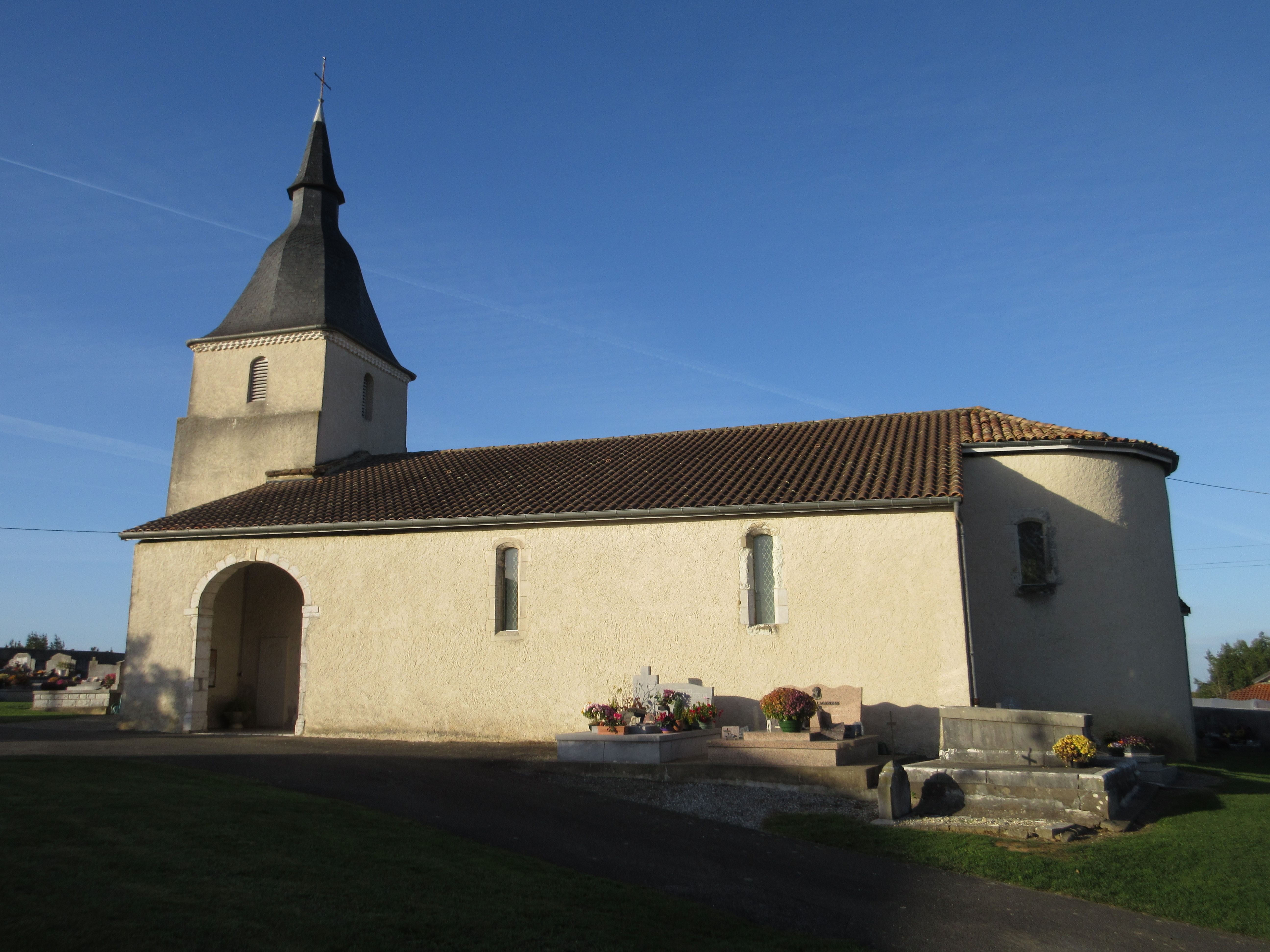
Église de la Nativité

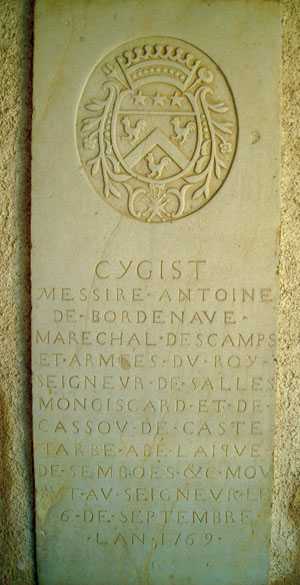
Pierre tombale

L'église et le cimetière font partie des biens communaux:
L’église paroissiale de la Nativité de Notre-Dame (anciennement Notre-Dame) (célébration le 8 septembre) a été remaniée au XVIIIe siècle avec un clocher à l'impériale avec clocheton, tout en conservant son abside romane.
La date 1718, date de travaux, se trouve une première fois sur l'arche de la porte d'entrée et une deuxième fois sur le fronton de la première arche dans la partie latérale droite O.D.P.E 1718 ; l'arche qui fait suite porte la mention 1887.
Une réfection du clocher de l'église a été faite en 1967. D'autres travaux ont été réalisés en 1986, puis dernièrement en 2003. Lors de cette rénovation d'ensemble, la grosse surprise fut la découverte du plafond original de la nef, caché sous le plâtre ; en mauvais état, le plafond est reconstitué par l'entreprise de plâtrerie et finalisé par les travaux de peinture. L'église est ainsi dotée d'une nef originale qui lui donne un cachet particulier.

## Équipements

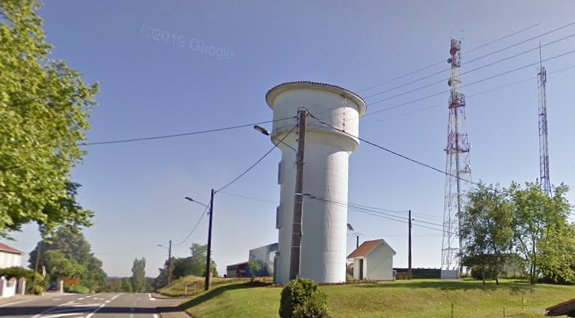
Château d'eau et antennes

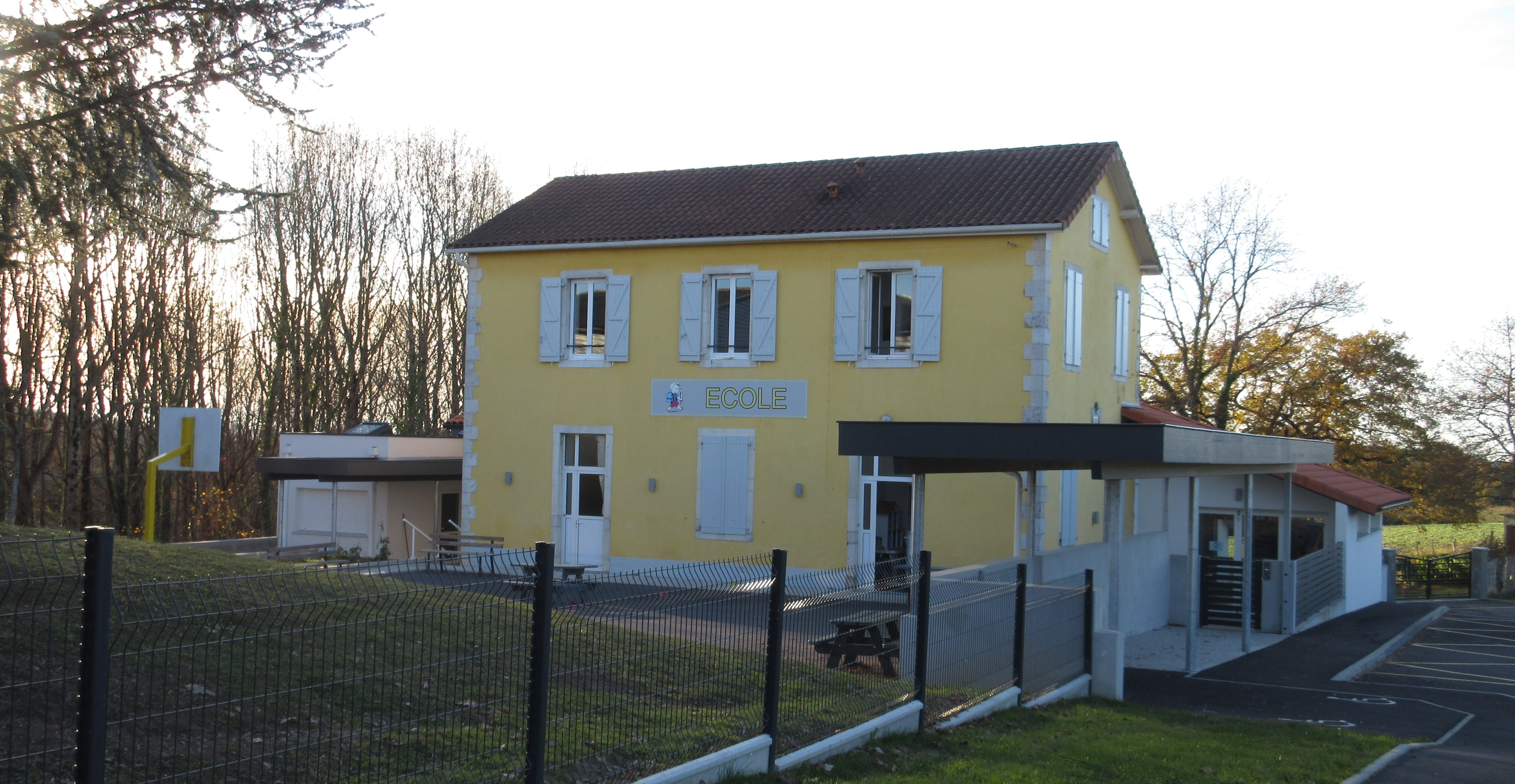
École primaire

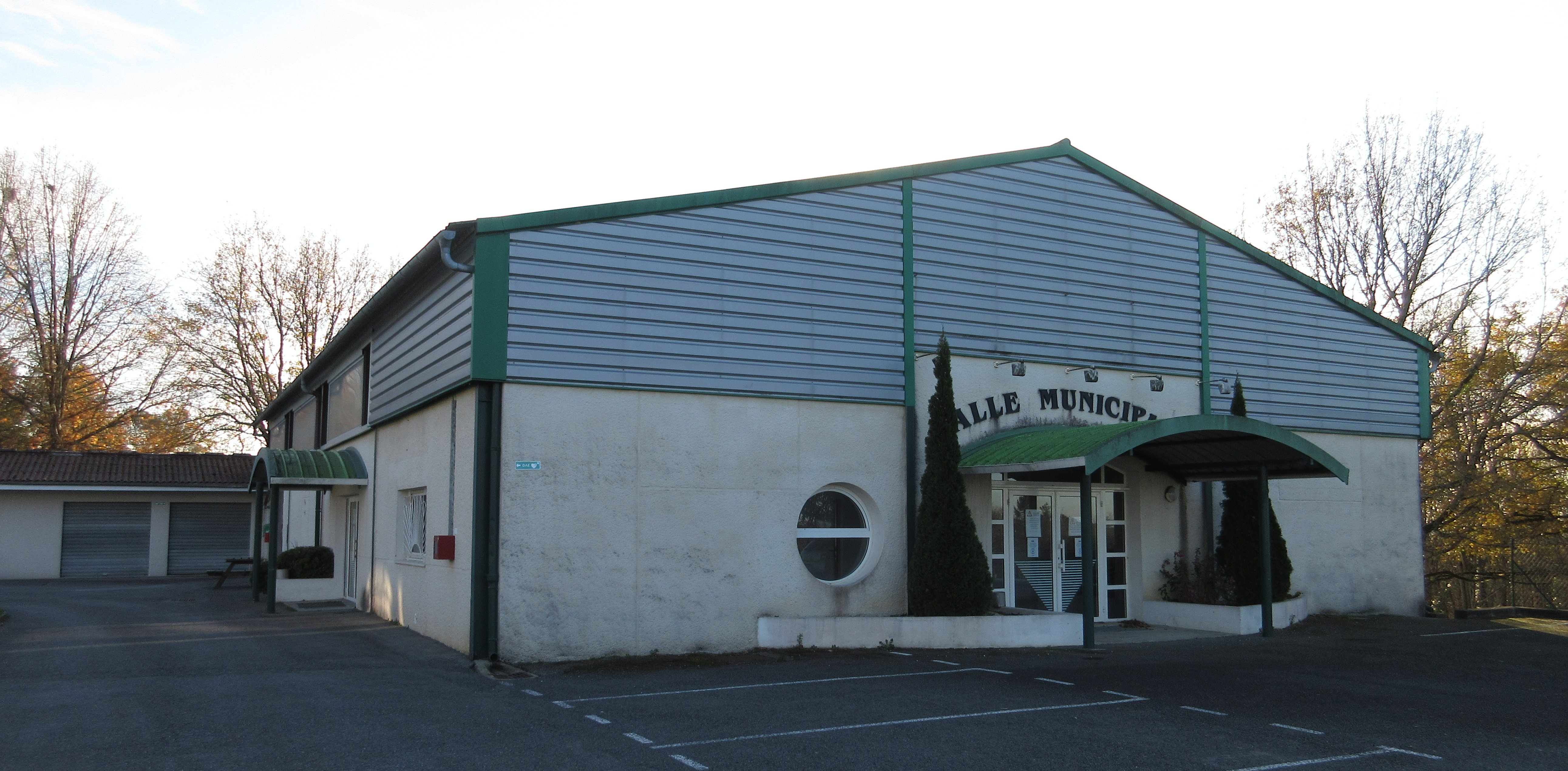
Salle municipale

La commune dispose d'une école primaire en regroupement pédagogique avec les communes de Saint-Girons-en-Béarn et de Baigts-de-Béarn, et d'une salle municipale polyvalente.
Le territoire communal est marqué, aussi, par des points remarquables de visibilité, en bordure de la RD937 (Route de Dax-Orthez) :
- la station hertzienne et les pylônes des télécommunications ;
- le château-d'eau.